# Liste des titres musicaux numéro un en France en 1998
Cet article présente une liste des singles et albums classés numéro un des ventes de disques en France par le Syndicat national de l'édition phonographique pour l'année 1998.
Les numéros un représentés ci-dessous sont extraits du top 100 des singles et du top 75 des albums.

## Classement des singles
| Semaine | Sortie       | Artiste                               | Titre                           |
| ------- | ------------ | ------------------------------------- | ------------------------------- |
| 1       | 3 janvier    | Andrea Bocelli et Hélène Ségara       | Vivo per lei (Je vis pour elle) |
| 2       | 10 janvier   | Andrea Bocelli et Hélène Ségara       | Vivo per lei (Je vis pour elle) |
| 3       | 17 janvier   | Andrea Bocelli et Hélène Ségara       | Vivo per lei (Je vis pour elle) |
| 4       | 24 janvier   | Andrea Bocelli et Hélène Ségara       | Vivo per lei (Je vis pour elle) |
| 5       | 31 janvier   | Andrea Bocelli et Hélène Ségara       | Vivo per lei (Je vis pour elle) |
| 6       | 7 février    | Céline Dion                           | My Heart Will Go On             |
| 7       | 14 février   | Céline Dion                           | My Heart Will Go On             |
| 8       | 21 février   | Céline Dion                           | My Heart Will Go On             |
| 9       | 28 février   | Céline Dion                           | My Heart Will Go On             |
| 10      | 7 mars       | Céline Dion                           | My Heart Will Go On             |
| 11      | 14 mars      | Céline Dion                           | My Heart Will Go On             |
| 12      | 21 mars      | Céline Dion                           | My Heart Will Go On             |
| 13      | 28 mars      | Céline Dion                           | My Heart Will Go On             |
| 14      | 4 avril      | Céline Dion                           | My Heart Will Go On             |
| 15      | 11 avril     | Céline Dion                           | My Heart Will Go On             |
| 16      | 18 avril     | Céline Dion                           | My Heart Will Go On             |
| 17      | 25 avril     | Céline Dion                           | My Heart Will Go On             |
| 18      | 2 mai        | Céline Dion                           | My Heart Will Go On             |
| 19      | 9 mai        | Ricky Martin                          | La copa de la vida              |
| 20      | 16 mai       | Ricky Martin                          | La copa de la vida              |
| 21      | 23 mai       | Ricky Martin                          | La copa de la vida              |
| 22      | 30 mai       | Ricky Martin                          | La copa de la vida              |
| 23      | 6 juin       | Ricky Martin                          | La copa de la vida              |
| 24      | 13 juin      | Ricky Martin                          | La copa de la vida              |
| 25      | 20 juin      | Manau                                 | La Tribu de Dana                |
| 26      | 27 juin      | Manau                                 | La Tribu de Dana                |
| 27      | 4 juillet    | Manau                                 | La Tribu de Dana                |
| 28      | 11 juillet   | Manau                                 | La Tribu de Dana                |
| 29      | 18 juillet   | Manau                                 | La Tribu de Dana                |
| 30      | 25 juillet   | Manau                                 | La Tribu de Dana                |
| 31      | 1er août     | Manau                                 | La Tribu de Dana                |
| 32      | 8 août       | Manau                                 | La Tribu de Dana                |
| 33      | 15 août      | Manau                                 | La Tribu de Dana                |
| 34      | 22 août      | Manau                                 | La Tribu de Dana                |
| 35      | 29 août      | Manau                                 | La Tribu de Dana                |
| 36      | 5 septembre  | Manau                                 | La Tribu de Dana                |
| 37      | 12 septembre | Daniel Lavoie, Patrick Fiori et Garou | Belle                           |
| 38      | 19 septembre | Daniel Lavoie, Patrick Fiori et Garou | Belle                           |
| 39      | 26 septembre | Daniel Lavoie, Patrick Fiori et Garou | Belle                           |
| 40      | 3 octobre    | Daniel Lavoie, Patrick Fiori et Garou | Belle                           |
| 41      | 10 octobre   | Daniel Lavoie, Patrick Fiori et Garou | Belle                           |
| 42      | 17 octobre   | Daniel Lavoie, Patrick Fiori et Garou | Belle                           |
| 43      | 24 octobre   | Daniel Lavoie, Patrick Fiori et Garou | Belle                           |
| 44      | 31 octobre   | Daniel Lavoie, Patrick Fiori et Garou | Belle                           |
| 45      | 7 novembre   | Daniel Lavoie, Patrick Fiori et Garou | Belle                           |
| 46      | 14 novembre  | Daniel Lavoie, Patrick Fiori et Garou | Belle                           |
| 47      | 21 novembre  | Daniel Lavoie, Patrick Fiori et Garou | Belle                           |
| 48      | 28 novembre  | Daniel Lavoie, Patrick Fiori et Garou | Belle                           |
| 49      | 5 décembre   | Daniel Lavoie, Patrick Fiori et Garou | Belle                           |
| 50      | 12 décembre  | Daniel Lavoie, Patrick Fiori et Garou | Belle                           |
| 51      | 19 décembre  | Daniel Lavoie, Patrick Fiori et Garou | Belle                           |
| 52      | 26 décembre  | Daniel Lavoie, Patrick Fiori et Garou | Belle                           |

## Classement des albums
| Semaine | Sortie       | Artiste               | Titre                             |
| ------- | ------------ | --------------------- | --------------------------------- |
| 1       | 3 janvier    | Céline Dion           | Let's Talk About Love             |
| 2       | 10 janvier   | Alain Bashung         | Fantaisie militaire               |
| 3       | 17 janvier   | James Horner          | Titanic (Bande originale du film) |
| 4       | 24 janvier   | James Horner          | Titanic (Bande originale du film) |
| 5       | 31 janvier   | James Horner          | Titanic (Bande originale du film) |
| 6       | 7 février    | James Horner          | Titanic (Bande originale du film) |
| 7       | 14 février   | James Horner          | Titanic (Bande originale du film) |
| 8       | 21 février   | James Horner          | Titanic (Bande originale du film) |
| 9       | 28 février   | James Horner          | Titanic (Bande originale du film) |
| 10      | 7 mars       | James Horner          | Titanic (Bande originale du film) |
| 11      | 14 mars      | James Horner          | Titanic (Bande originale du film) |
| 12      | 21 mars      | James Horner          | Titanic (Bande originale du film) |
| 13      | 28 mars      | James Horner          | Titanic (Bande originale du film) |
| 14      | 4 avril      | James Horner          | Titanic (Bande originale du film) |
| 15      | 11 avril     | James Horner          | Titanic (Bande originale du film) |
| 16      | 18 avril     | James Horner          | Titanic (Bande originale du film) |
| 17      | 25 avril     | Suprême NTM           | Suprême NTM                       |
| 18      | 2 mai        | Suprême NTM           | Suprême NTM                       |
| 19      | 9 mai        | Pascal Obispo         | Live 98                           |
| 20      | 16 mai       | Garbage               | Version 2.0                       |
| 21      | 23 mai       | Louise attaque        | Louise attaque                    |
| 22      | 30 mai       | Shurik'n              | Où je vis                         |
| 23      | 6 juin       | The Smashing Pumpkins | Adore                             |
| 24      | 13 juin      | Louise attaque        | Louise attaque                    |
| 25      | 20 juin      | Louise attaque        | Louise attaque                    |
| 26      | 27 juin      | Louise attaque        | Louise attaque                    |
| 27      | 4 juillet    | Louise attaque        | Louise attaque                    |
| 28      | 11 juillet   | Louise attaque        | Louise attaque                    |
| 29      | 18 juillet   | Louise attaque        | Louise attaque                    |
| 30      | 25 juillet   | Manau                 | Panique celtique                  |
| 31      | 1er août     | Manau                 | Panique celtique                  |
| 32      | 8 août       | Manau                 | Panique celtique                  |
| 33      | 15 août      | Louise Attaque        | Louise Attaque                    |
| 34      | 22 août      | Louise Attaque        | Louise Attaque                    |
| 35      | 29 août      | Louise Attaque        | Louise Attaque                    |
| 36      | 5 septembre  | Céline Dion           | S'il suffisait d'aimer            |
| 37      | 12 septembre | Céline Dion           | S'il suffisait d'aimer            |
| 38      | 19 septembre | Céline Dion           | S'il suffisait d'aimer            |
| 39      | 26 septembre | Céline Dion           | S'il suffisait d'aimer            |
| 40      | 3 octobre    | Notre Dame de Paris   | Notre Dame de Paris               |
| 41      | 10 octobre   | Notre Dame de Paris   | Notre Dame de Paris               |
| 42      | 17 octobre   | Notre Dame de Paris   | Notre Dame de Paris               |
| 43      | 24 octobre   | Notre Dame de Paris   | Notre Dame de Paris               |
| 44      | 31 octobre   | Notre Dame de Paris   | Notre Dame de Paris               |
| 45      | 7 novembre   | Notre Dame de Paris   | Notre Dame de Paris               |
| 46      | 14 novembre  | Notre Dame de Paris   | Notre Dame de Paris               |
| 47      | 21 novembre  | Notre Dame de Paris   | Notre Dame de Paris               |
| 48      | 28 novembre  | Sidaction             | Ensemble 98                       |
| 49      | 5 décembre   | Sidaction             | Ensemble 98                       |
| 50      | 12 décembre  | Notre Dame de Paris   | Notre Dame de Paris               |
| 51      | 19 décembre  | Notre Dame de Paris   | Notre Dame de Paris               |
| 52      | 26 décembre  | Notre Dame de Paris   | Notre Dame de Paris               |

## Les dix meilleures ventes
Il s'agit des dix meilleures ventes de singles et d'albums de l'année 1998 en France.

### Singles
| №  | Artiste                               | Titre                           |
| -- | ------------------------------------- | ------------------------------- |
| 1  | Daniel Lavoie, Patrick Fiori et Garou | Belle                           |
| 2  | Manau                                 | La Tribu de Dana                |
| 3  | Céline Dion                           | My Heart Will Go On             |
| 4  | Nomads                                | Yakalelo                        |
| 5  | Brandy et Monica                      | The Boy Is Mine                 |
| 6  | Andrea Bocelli et Hélène Ségara       | Vivo per lei (Je vis pour elle) |
| 7  | Janet Jackson                         | Together Again                  |
| 8  | Ricky Martin                          | La copa de la vida              |
| 9  | Ménélik featuring Imane D             | Bye bye                         |
| 10 | Coumba Gawlo                          | Pata Pata                       |

### Albums
| №  | Artiste             | Titre                             |
| -- | ------------------- | --------------------------------- |
| 1  | Notre-Dame de Paris | Notre-Dame de Paris               |
| 2  | James Horner        | Titanic (Bande originale du film) |
| 3  | Louise Attaque      | Louise Attaque                    |
| 4  | Céline Dion         | S'il suffisait d'aimer            |
| 5  | Manau               | Panique celtique                  |
| 6  | Lara Fabian         | Pure                              |
| 7  | Florent Pagny       | Savoir aimer                      |
| 8  | Era                 | Ameno                             |
| 9  | Céline Dion         | Let's Talk About Love             |
| 10 | Madonna             | Ray of Light                      |